# Стрітенський монастир (Москва)
Стрітенський монастир (рос. Сретенский монастырь) — православний чоловічий ставропігійний монастир на честь Стрітення Володимирської ікони Божої Матері, розташований в центрі сучасної Москви на вулиці Велика Луб'янка (до кінця XIX століття — Стрітенці (рос. Сретенка), на Кучковім полі).
Один з найдавніших московських монастирів.

## Історія

### Заснування монастиря
Історія заснування монастиря пов'язана з чудотворною Володимирською іконою Пресвятої Богородиці.
В 1395 році на територію Русі відбулося вторгнення військ Тимура. Захопивши Рязань та Єлець, він наближався до Москви.
26 серпня (8 вересня н. ст.) 1395 року митрополит Кипріан з хресним ходом зустрів на Кучковому полі біля храму преподобної Марії Єгипетської чудотворний образ Володимирської ікони Божої Матері, перенесений з Володимира-на-Клязьмі. Був здійснений молебень, ікона була поставлена в Успенському соборі Кремля.
Через день Тимур-Тамерлан повернув на південь. Беззахисна Москва була врятована. Свято Стрітення Володимирської ікони став головним місцевим святом Москви. В цьому ж році на місці зустрічі ікони була побудована дерев'яна церква Стрітення Володимирської ікони Божої Матері.
1397 року князем Василем I був побудований Стрітенський чоловічий монастир і церква стала головним монастирським храмом. До складу монастиря увійшла також парафіяльна церква преподобної Марії Єгипетської, побудована на Кучковому полі ще 1385 року. Тоді ж на вічні часи був встановлений хресний хід з Володимирською іконою 26 серпня.

### Дореволюційна історія
Монастир відігравав велику роль в житті Москви, будучи центром головних московських хресних ходів:
- Хресний хід 26 серпня (в пам'ять чудесного порятунку від військ Тамерлана; головне свято Москви до XX століття). Володимирську ікону Божої Матері урочисто переносили з Успенського собору Кремль в обитель. В ході регулярно брали участь великий князь та митрополит, пізніше — цар і патріарх.
- Хресний хід 23 червня — з 1480 року, в пам'ять позбавлення від нашестя хана Великої Орди Ахмата.
- Хресний хід 21 травня — з 1521 року, в подяку за позбавлення від нашестя кримського хана Мехмет-Ґірея. До 1695 року хресний хід відбувався в Стрітенський монастир, після — в храм Стрітення Володимирської ікони Божої Матері у Нікольських воріт Китай-міста.
- Оскільки монастир був першою обителлю на шляху з Москви в Троїце-Сергієву лавру, його відвідували паломники, які вирушали на прощу.

У зв'язку з високим статусом монастиря, його покровителями були в різний час багато осіб із царськими прізвищами.
При великому князі Івані III (час розквіту кам'яного будівництва в Москві) храми Володимирівської ікони Божої Матері та преподобної Марії Єгипетської були перебудовані в камені.
8 листопада 1552 року у Стрітенському монастирі москвичі та духовенство на чолі з митрополитом Макарієм зустрічали царя Іоанна IV Васильовича, який повертався до Москви після взяття Казані. Цар Іван Грозний відвідав тоді монастир, зробивши щедрі пожертви.
В Смутний час, коли московським Кремлем заволоділи інтервенти, в монастирі розташовувався штаб російських ополченців, що билися під прапорами Мініна та Пожарського. В Стрітенському монастирі надали першу допомогу князю Д. М. Пожарському після важкого поранення, отриманого в бою на вулиці Сретенці в березні 1611 року.
2 травня 1613 року в Стрітенському монастирі зустрічали новообраного царя Михайла Романова і його мати черницю Марфу. На чолі духовенства був митрополит Ростовський та Переяславський Кирило. Незабаром ігумен Стрітенського монастиря Єфрем був посланий царем «в польське сидіння» за батьком царя митрополитом Філаретом та залишався з ним до повернення митрополита 1619 року і наречення його «Патріархом всієї Русі».
У XVII столітті царська сім'я вносила в Стрітенський монастир щедрі внески. За царя Михайла Феодоровича Романові були зведені келійний та настоятельский корпус. Найбільшого розквіту Стрітенський монастир досяг до кінця XVII століття, за царя Феодора Олексійовича.
1679 року на кошти царя Феодора Олексійовича було зведено новий собор в ім'я Стрітеня Володимирської ікони Божої Матері, яка збереглася до наших днів. Государ разом з царицею Агафією Семенівною Грушецькою поставили в іконостас собору образи святих покровителів царської родини. На однаковій відстані від царських врат були розташовані ікони святого Феодора Стратилата та святої мучениці Агафії. 1706 року до південної стіни храму був прибудований боковий вівтар на честь Різдва Іоанна Предтечі. 1707 року собор був розписаний на замовлення стольника С. Ф. Грибоєдова, прямого предка відомого драматурга. Фрески собору Стрітенського монастиря є унікальними — це останній шедевр давньоруського мистецтва в Москві.
В 1680-х роках була зведена надбрамна церква в ім'я святителя Миколи Чудотворця з дзвіницею.
1706 року з Константинополя була привезена частка мощей преподобної Марії Єгипетської та покладена в освяченій в її честь церкві. В цей же час до церкви був прибудований боковий вівтар на честь свята Стрітення Господнього.
В XVIII столітті обитель стала приходити в занепад. В 1737 році частина будівель була знищена пожежею, а в 1764 році в результаті секуляризації церковних земель при імператриці Катерині II монастир був оголошений позаштатним (залишений на утриманні з його власних доходів), і в ньому заборонялося жити більш ніж 7 насельникам.
В 1761 році в соборі Стрітенія Володимирської ікони був встановлений так зв. Шумаєвский Хрест — виготовлений купцем та майстром Г. С. Шумаєвим. Величезна (висотою близько 8 метрів) різьблена композиція з Розп'яттям в центрі, ілюструє значення для всього світу спокутної жертви Ісуса Христа.

### XIX століття
В XIX столітті монастир почав відроджуватися. Активну участь у благоустрої Стрітенської обителі брали московські митрополити Платон (Левшин) і святитель Філарет (Дроздов).
В Вітчизняній війні 1812 року в монастирі не переривалося богослужіння, навіть під час перебування французів у Москві.
У день Бородінської битви (26 серпня 1812 року, у свято Стрітення Володимирської ікони Божої Матері) з обителі вирушив всенародний хресний хід з чудотворними іконами.
Від Стрітенських воріт до Арбатської хресний хід йшов посеред обозів які тягнулися з пораненими та вмираючими солдатами. Цих солдат які взирали та молилися на чудотворні ікони Божої Матері і на стародавні хоругви, священики окропляли святою водою. Коли в цьому хресному ході всі полум'яно молили Богоматір врятувати вже не одну Москву, але всю Росію від всеперемагаючого завойовника, тоді за 100 верст від Москвою палала велика Бородінська битва та Наполеон, настільки жадібно та давно бажав битися з російською армією, в розпалі цього бою був, за свідченням достовірних очевидців, похмурий, задумливий, тривожний, нерішучий. Думали навіть, що він хворий: то він давав один наказ, то через мить скасовував накази своїм полкам…— Токмаков І.Ф. Короткий історичний нарис московського Стрітенського чоловічого монастиря.
Трохи пізніше в Стрітенському монастирі розмістився госпіталь для поранених в Бородінській битві воїнів; багато з них були поховані на монастирському цвинтарі.
Коли французькі війська вступили до Москві, в Стрітенському монастирі залишалися два ієромонаха та кілька братів. Тут залишалися мощі прп. Марії Єгипетської, які було заборонено вивозити з міста, щоб уникнути нарікань та зневіри в народі. У двох давніх храмах монастиря французи, після розграбування, жили, потім влаштували лазарет. Богослужіння відбувалося в надбрамному храмі святого Миколи.
«Похідні записки російського офіцера» надають свідчення героїчної поведінки московських священиків в той час, в тому числі і насельників Стрітенського монастиря:
«Священик Стрітенського монастиря, відомий зразковим життям своїм, не злякався жорстокостей цих країв. Вірний своєму государю та правилам совісті, у всіх молитвах своїх підносив він до престолу Бога ім'я помазаника Його. Бонапарт, дізнавшись про це, послав до нього грізний наказ: виключити це ім'я з церковних молитов та надалі згадувати в них Наполеона — імператора Франції та інших земель.

 — Я присягав одному царю російському, і не хочу знати ніякого іншого, — з твердістю сказав пастир посланим, і продовжував з великим завзяттям молитися за здоров'я законного государя. Йому загрожують шибеницею на Стрітенському бульварі.
 — Донесіть Наполеону, — відповів він виконавцям наказів його, — донесіть йому, що під рукою ката буду ще молитися про Олександра. Не страшна смерть того, хто вмирає за царя і віру.

До честі донощиків треба сказати, що вони знайшли відповідь цю геройською, гідною навіть французького народу, зобразили його таким ватажку своєму та залишили непохитного священика виконувати обов'язок його до самого втечі великих легіонів з Москви»— Лажечников І. «Походные записки русского офицера.»
В Великій московській пожежі Стрітенський монастир не постраждав. Із 7 листопада тут знаходилася архієрейська кафедра митрополита Августина. Володимирська та Іверська ікони Пресвятої Богородиці стояли в монастирі до весни 1813 року, до відновлення Успенського собору.

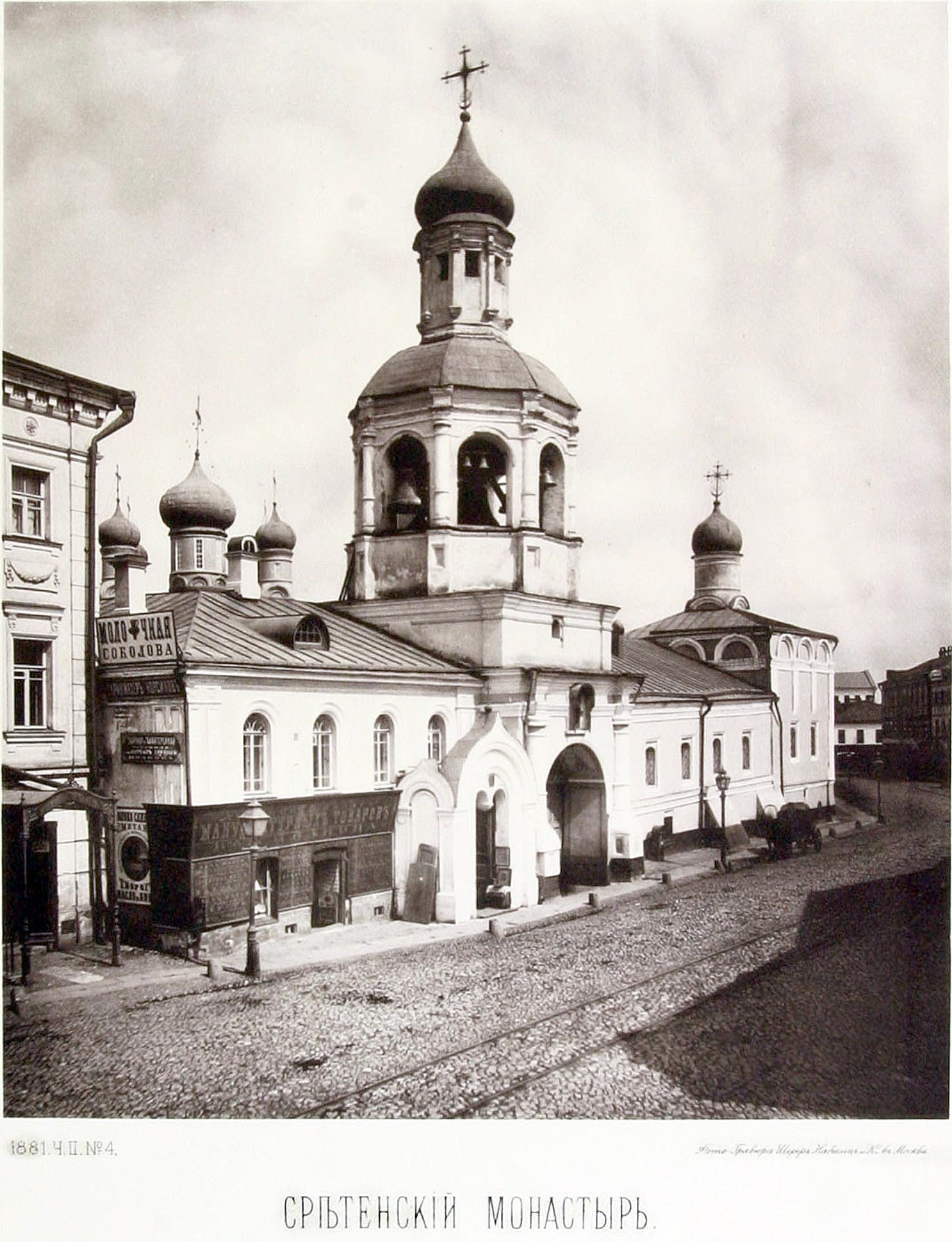
Знесена дзвіниця монастиря. 1882 р.

1895 року в Стрітенській обителі урочисто святкували 500-річчя Стрітення Володимирської ікони Божої Матері.
До кінця XIX століття обитель була однією з найвідоміших в Москві, в тому числі завдяки своїм дзвонам. Братія обителі становила 25 осіб. При монастирі була церковно-парафіяльна школа та готель. На монастирському цвинтарі, що знаходився між собором та брамою монастиря, були поховані багато представників дворянських родів Москви.

### XX століття
Після революції Стрітенський монастир став одним з головних центрів православ'я в Москві. Тут часто служив Святіший Тихон (патріарх Московський). Настоятелем обителі в 1920—1923 роки був сподвижник Патріарха Тихона священномученик Іларіон (Троїцький), видатний богослов та проповідник.
В 1917 році почалося виселення ченців з монастиря та захоплення чернечих келій.
У 1922 році під приводом допомоги голодуючим Поволжя в монастирі вилучили всі ікони, срібні напрестольні хрести, Євангелія в дорогоцінних окладах, митри, богослужбові предмети та посудини. У тому ж році єпископ Іларіон був відправлений на заслання в Архангельську область.
Монастир на рік був захоплений розкольниками-оновленцями. Тут служив обновленський «митрополит» Антонін (Грановський). Престол з вівтаря було перенесено на середину храму; літургію Антонін став здійснювати російською мовою за власним чином.
21 червня 1923 року настоятель обителі єпископ Іларіон (Троїцький) був повернений із заслання.
5 липня 1923 року, напередодні свята Володимирської ікони Божої Матері, святитель Іларіон на всеношній зробив велике освячення опоганеного оновленцями собору Стрітенського монастиря. Священство, яке набрало обновленство, принесло публічне покаяння. 6 липня, в день свята, літургію в Стрітенському монастирі служив Тихон (патріарх Московський). На цих богослужіннях були присутні більше 1000 людей, так що народ заповнював не тільки храм, але й монастирський двір і сад.
15 листопада архієпископ Іларіон (Троїцький) був заарештований та відправлений у своє останнє заслання в Соловецький табір особливого призначення. Його наступником на посаді настоятеля Стрітенського монастиря став єпископ Борис (Рукин).
4 грудня 1925 в Стрітенському монастирі з іменем Платон був пострижений в рясофор Сергій Ізвеков, майбутній Патріарх Московський та всієї Русі Пимен.
Наприкінці 1925 року обитель була остаточно закрита.
В 1928 — 1930 роках багато храмів та споруди монастиря були зруйновані.
Газета «Рабочая Москва» за 1 вересня 1928 року помістила фотографію обнесених плотом будов Стрітенського монастиря, забезпечивши її повідомленням: «Для розширення вуличного руху зноситься Стрітенський монастир». Була розібрана стародавня церква Стрітення Господнього, потім — храм святителя Миколая. Потім знесли Святі Врата з дзвіницею, настоятельский та братський корпуси та церкву св. Марії Єгипетської. У решти приміщеннях розмістилися гуртожитки офіцерів НКВС. На території колишнього монастиря відбувалися розстріли людей.
«Тут, на Великій Луб'янці, віддали життя та постраждали за Христа тисячі та тисячі нових мучеників та сповідників Російських. І наша земля, на якій стоїть монастир, по якій ми ходимо, в буквальному сенсі просякнута кров'ю святих мучеників і є антимінсом, тим благословенним платом, на якому відбувається Літургія в храмі»
— архімандрит Тихон (Шевкунов), намісник Стрітенського монастиря
На місці монастирського кладовища в 50-х роках була побудована середня школа.
В 1958 — 1962 роки собор на честь Стрітення Володимирської ікони Божої Матері був відреставрований. Однак реставрація торкнулася тільки фасаду — внутрішній стан, у тому числі стан унікальних фресок, залишалося плачевним.
Із 1960-х років до початку 1990-х в соборі знаходився Всесоюзний художній науково-реставраційний центр ім. Грабаря.

### Відродження монастиря
1991 року собор Стрітення Володимирської ікони Божої Матері був переданий Російській Православній Церкві та відкритий для богослужіння як парафіяльний храм; настоятелем створеного приходу став священик Георгій Кочетков.
1993 року в Стрітенському монастирі указом Святійшого Патріарха Алексія II було відкрито подвір'я Псково-Печерського монастиря (прихід о. Георгія Кочеткова був згодом переведений в сусідній храм Успіння в Печатниках). Настоятелем подвір'я був призначений ігумен Тихон (Шевкунов).
Відновленням чернечого життя в обителі керував духівник Псково-Печерського монастиря архімандрит Іоанн (Крестьянкін).
«Завжди — в дні радощів та випробувань — нас підтримувала молитва, благословення, гаряча підтримка, а іноді й суворе висловлення отця Іоанна. Він передав для Стрітенського безліч своїх ікон, в тому числі й улюблену його ікону „Володимирську“, і ікони, які дісталися йому від великих валаамских старців. Отець Іван благословив створення монастирського видавництва, семінарії, підсобного господарства. Взагалі, особливо в перші, найскладніші роки, батюшка буквально стежив за кожним кроком у відродженні обителі».— архімандрит Тихон (Шевкунов), намісник Стрітенського монастиря
Монастир почав інтенсивно розвиватися і будуватися як за рахунок коштів благодійників, так і за рахунок створеного книжкового видавництва, яке незабаром стало одним з найбільших у Російській Православній Церкві. Підтримку у відновленні будівель монастиря та фресок Володимирського собору надавала держава. Урядом Москви монастирю було передано деякі будівлі які находяться на його історичній території, що послужило причиною для кількох конфліктних ситуацій.
У 1995 році указом Святійшого Патріарха Алексія II подвір'я було перетворено в Стрітенський ставропігіальний чоловічий монастир. Намісником монастиря став ігумен (з 1998 року — архімандрит) Тихон (Шевкунов).
9 квітня 1995 року Патріархом Алексієм II було зроблено освячення соборного храму великим чином, третім за його історію.
8 вересня 1995 року відзначалося 600-річчя Стрітення Володимирської ікони Божої Матері. Чудотворна ікона була принесена в обитель з Державної Третьяковської галереї та перебувала тут два дні. У хресному ході, незважаючи на проливний дощ, взяли участь понад 30 000 чоловік.
Також у вересні 1995 року при вході до монастиря був встановлений поклінний хрест, освячений Патріархом Алексієм II — в пам'ять про невинних людей, постраждалих за віру при радянській владі.
1997 року монастир відзначив своє 600-річчя.
9 — 10 травня 1999 року в монастирському соборі відбулося прославляння священномученика Іларіона, архієпископа Верейського (пом. 1929). Мощі священномученика Іларіона були перенесені з Санкт-Петербурга та покладені у Володимирському соборі Стрітенського монастиря.
25 березня 2004 року з грецького монастиря Святителя Миколая на острові Андрос в монастир був переданий ковчег з мощами преподобної Марії Єгипетської. Святиню урочисто зустріло духовенство, братія та парафіяни обителі.

## Сучасне життя обителі

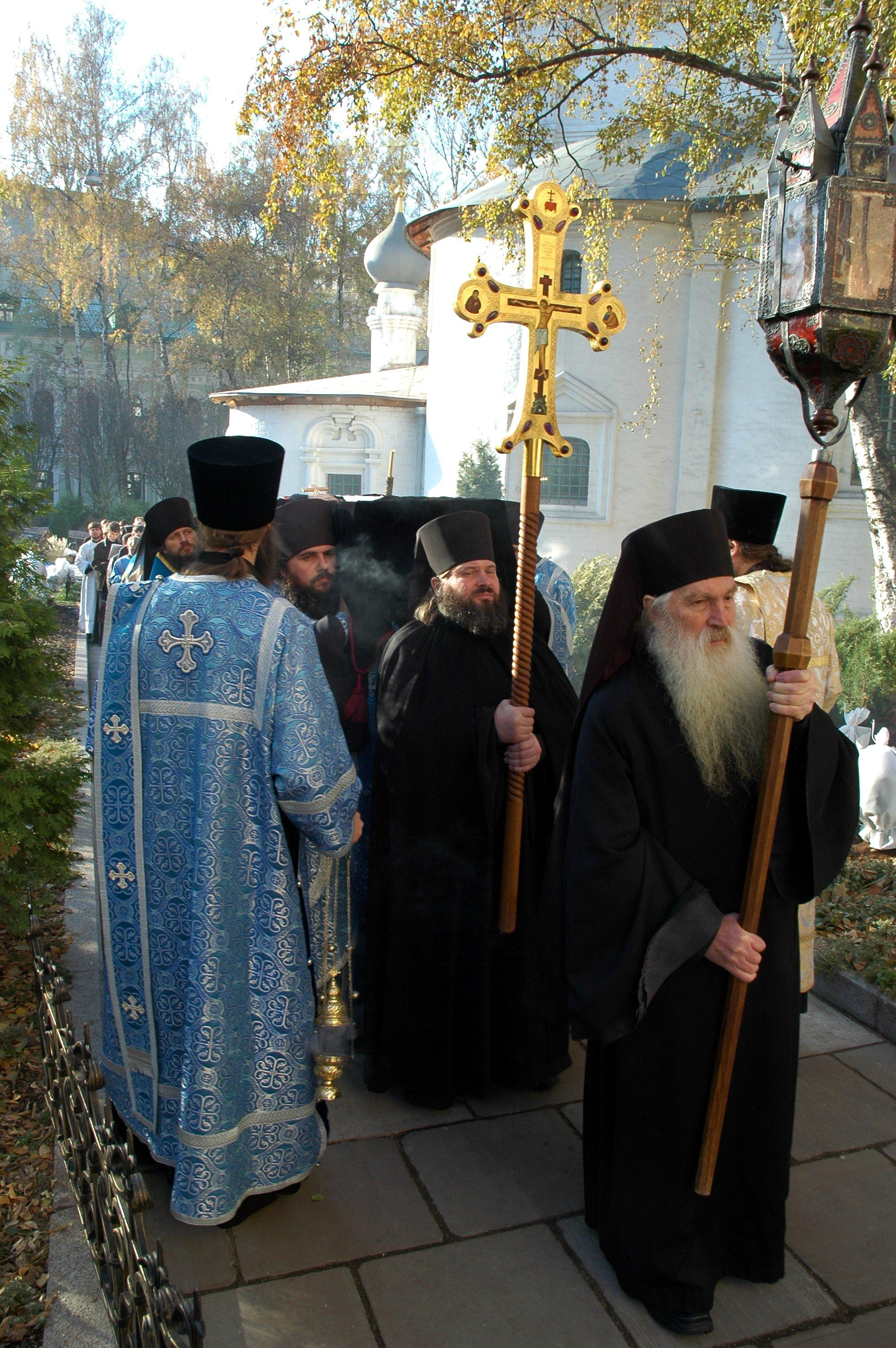
Відспівування схиархімандрита Анастасія (Попова), відомого насельника монастиря

Монастир налічує більше 40 насельників; літургія в соборі відбувається щодня. Серед прихожан монастиря половина — молодше 40 років.
При монастирі організовані катехізичні курси, які відвідуються людьми які недавно вступили в церковне життя.
Із 1997 року Стрітенський монастир неодноразово організовував збір благодійної допомоги жителям Чечні, духовенство обителі супроводжувало гуманітарну допомогу в Грозний та регіони, що постраждали від війни.
Влітку у 2010 році монастир брав участь у благодійній акції Російської Православної Церкви по збору коштів для постраждалих від лісових пожеж, а також сприяв її інформаційного висвітлення.
На початку 2000-х років тут працював центр «Подолання», що займається медичною, духовною та соціальною реабілітацією наркозалежних дітей та підлітків.
Монастир часто відвідують російські та зарубіжні церковні ієрархи.
В 2006 — 2007 роках Стрітенський монастир відіграв велику роль у відновленні канонічного спілкування (возз'єднання) Російської православної церкви і Російської православної церкви закордоном. У монастирі зупинялися багато представників Російської православної церкви закордоном. Спеціально створений інформаційний сайт «Да единомыслием исповемы» що публікував новини, документи та матеріали дискусії про возз'єднання Церкви.
17 травня 2007 року, в день підписання Акту про канонічне спілкування, в Стрітенському монастирі було скоєно друге спільне богослужіння російських та зарубіжних ієрархів, в якому брав участь Митрополит Нью-Йоркський та Східно-Американський Лавр. Після всеношної відбувся вечір братнього спілкування кліриків та прихожан розділеної Церкви яка була перше поділена.
18 травня в обителі знову служив Митрополит Лавр —який вперше очолив богослужіння на російській землі.
19 травня хор Стрітенського монастиря співав на богослужінні в храмі новомучеників та сповідників Російських на Бутовському полігоні, під час якого Святійший Патріарх Алексій II і Митрополит Лавр спільно вчинили велике освячення храму.
29 листопада 2015 року стало відомо, що на території Стрітенського монастиря в Москві працював салон інтимних послуг. Діяльність борделю правоохоронні органи присікли.

### Святині монастиря
Головною святинею монастиря є мощі священномученика Іларіона (Троїцького), небесного покровителя обителі. У монастирі також зберігаються частки мощей преподобної Марії Єгипетської, святителя Миколи Чудотворця, святителів Івана Золотоустого, Василія Великого, преподобного Серафима Саровського та інших святих.
У крипті Володимирського собору знаходиться точна копія Туринської плащаниці в натуральну величину (негатив та позитив), освячена Патріархом Алексієм II як Нерукотворний образ Спасителя. Храмовою іконою є шанований список Володимирської ікони Божої Матері.

### Храми та будівлі монастиря

#### Собор на честь Стрітення Володимирської ікони Божої Матері
П'ятиглавий соборний храм монастиря (єдиний вцілілий в XX столітті) побудований в 1679 році на кошти царя Феодора Олексійовича.
Стиль собору — московсько-ярославський, з характерними рисами церковного зодчества епохи патріарха Никона. храм має квадратну форму, триневний, з тричастинною апсидою, двостовповою. Зовні верхня частина кожної стіни храму прикрашена трьома арками, в просвітах центральних арок — великі ікони. Собор увінчаний п'ятьма куполами, барабан центрального купола світловий, інші мають декоративні «вікна».
До храму примикають два бокових вівтаря та галерея з дзвіницею. Південний боковий вівтар Різдва Іоанна Предтечі влаштований 1706 року; північний вівтар преподобної Марії Єгипетської влаштований в 2000 і освячений в 2008 році.
У 1707 році собор був розписаний подільськими та ярославськими майстрами на замовлення царського стольника С. Ф. Грибоєдова. Фрески собору Стрітенського монастиря є унікальними з двох причин: це останній шедевр давньоруського стінописного мистецтва в Москві; в той же час розписи собору відрізняються від інших пам'яток свого часу строгим «монастирським» характером. Художники відмовилися від численності сюжетів та деталей на користь лаконічності та більшого розміру зображень.
У центральному куполі знаходиться зображення Христа Пантократора, в простінках барабанів — чотири архангела. Верхній ярус собору цілком відданий подіям земного життя Спасителя, чудесам, євангельських притч; в наступному ярусі зображені сцени Страстей Господніх. На стовпах, написані мученики, в арках — апостоли із знаряддями своєї мученицької смерті, в простінках між вікнами — преподобні в ріст. У нижньому ярусі розташовувався цикл, присвячений Володимирській іконі Божої Матері, але від первинних фресок збереглося лише кілька фрагментів.
В 1920-ті роки у соборі було влаштовано гуртожиток працівників народного комісаріату внутрішніх справ. Храм був розділений на кілька поверхів, встановлені печі. Температурний режим не дотримувався, крім того, більшовики, зриваючи хрести, пошкодили обшивку купола, що призвело до протікання. Фрески сильно постраждали та могли б загинути зовсім, але завдяки тому, що стіни собору були пофарбовані та обклеєні шпалерами, збереглися. В 1960-х роках, після виселення мешканців, шпалери й фарба були зняті, живопис укріплений яєчною емульсією. Повна реставрація фресок проведена у 2005 році.
Сучасний іконостас собору — п'ятиярусний (містить місцевий, Деісісний, святковий, пророчий та праотцевий ряди), тябловий — виконаний в стилі XV—XVI століть. Створений у 1995 році, до 600-річчя перенесення Володимирській ікони Божої Матері з Володимир (місто) в Москву.
У нижньому поверсі собору влаштована крипта з боковим вівтарем Воскресіння Христового (за образом храму Гробу Господнього в Єрусалимі освячений у 2008 році), в якому знаходиться точна копія Туринської плащаниці. Оздоблення крипти (мозаїка з древньою символікою, білий мармур) нагадує про древнехристианскі катакомбні храми.